# Новаково (Пловдивська область)
Нова́ково (болг. Новаково) — село в Пловдивській області Болгарії. Входить до складу общини Асеновград.

## Населення
За даними перепису населення 2011 року у селі проживала 441 особа, з них 439 осіб (99,5%) — болгари.
Розподіл населення за віком у 2011 році:
Динаміка населення: